# Pat Martino/Diskografie

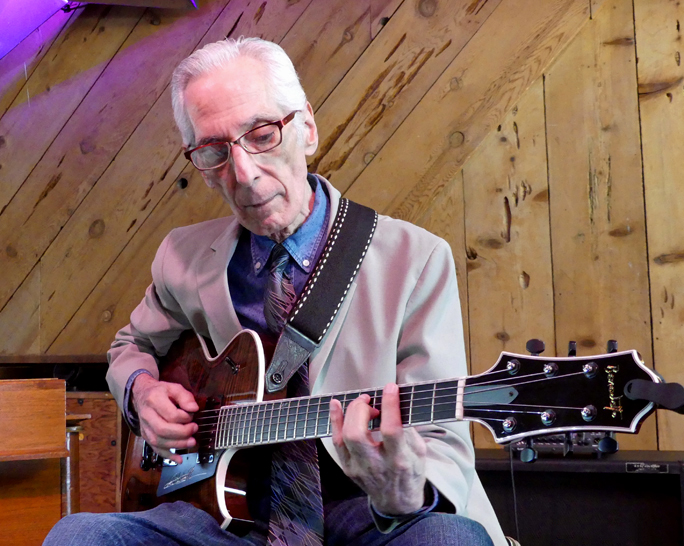
Pat Martino bei einem Auftritt in der Bach Dancing & Dynamite Society, Half Moon Bay, mit Pat Bianchi und Carmen Intorre (2018). Foto: Brian McMillen

Diese Diskografie ist eine Liste von Schallplattenaufnahmen mit Pat Martino, geordnet nach eigenen Projekten und Tätigkeiten als Sideman, dann chronologisch (nach Veröffentlichungsdatum). 1960 spielte er als Jugendlicher unter dem Künstlernamen Ricky Tino eine Single ein. Martinos erste Aufnahmen als Sideman wurden zwischen 1963 und 1967 unter seinem Geburtsnamen Pat Azzara veröffentlicht; bis 2009 war er an 75 Aufnahmen als Pat Martino beteiligt.

## Bandleader
- 1967: El Hombre (Prestige)
- 1967: Strings! (Prestige)
- 1968: East! (Prestige)
- 1968: Baiyina (The Clear Evidence) (Prestige)
- 1970: Desperado (Prestige)
- 1972: The Visit (Cobblestone, auch unter dem Titel Footprints wiederherausgegeben)
- 1972: Live! (Muse, auch unter dem Titel Head & Heart wiederherausgegeben)
- 1974: Consciousness (Muse, auch unter dem Titel Head & Heart wiederherausgegeben)
- 1976: Exit (Muse, auch unter dem Titel Comin’ & Goin’ wiederherausgegeben)
- 1976: We’ll be together again (Muse, mit Gil Goldstein)
- 1976: Starbright (Warner Bros.)
- 1976: Joyous Lake (Warner Bros.)
- 1987: The Return (Muse, auch unter dem Titel Comin’ & Goin’ wiederherausgegeben)
- 1994: Interchange (Muse, auch unter dem Titel Mission Accomplished wiederherausgegeben)
- 1995: The Maker (Evidence)
- 1996: Night Wings (Muse, auch unter dem Titel Mission Accomplished wiederherausgegeben)
- 1997: All Sides Now (Blue Note)
- 1998: Seven Sketches (Kitai Music, im Eigenvertrieb herausgegeben)
- 1998: Stone Blue (Blue Note)
- 2001: Live at Yoshi’s (Blue Note, mit Joey DeFrancesco, Billy Hart)
- 2003: Think Tank (Blue Note, u. a. mit Joe Lovano, Gonzalo Rubalcaba, Christian McBride, Lewis Nash)
- 2006: Remember: A Tribute to Wes Montgomery (Blue Note)
- 2011: Undeniable: Live at Blues Alley (HighNote Records)
- 2012: Alone Together (HighNote Records, mit Bobby Rose, aufgenommen 1977)
- 2013: We Are Together Again (Warner Music Japan, mit Gil Goldstein)
- 2014: Young Guns (HighNote Records, mit Randy Gelispie, aufgenommen 1968–69)
- 2015: Nexus (HighNote Records, mit Jim Ridl, aufgenommen Mitte der 1990er Jahre)
- 2017: Formidable (HighNote Records)

## Co-Bandleader
- 1997: Peter Block, Habib Khan, Pat Martino, Ilya Rayzman, Zakir Hussain Fire Dance (Mythos)[4]
- 1999: Randy Brecker, Dave Liebman, Joanne Brackeen, Pat Martino, Buster Williams, Al Foster 70’s Jazz Pioneers Live at Town Hall (1201 Music)
- 2000: Pat Martino & Michael Sagmeister Conversation (Acoustic Music, mit Thomas Heidepriem, Michael Küttner)

## Als Ricky Tino
- 1960: Ricky Tino Sometimes / Latino Twist (Singular)

## Als Sideman
- 1963: Willis Jackson The Good Life (Prestige)
- 1963: Willis Jackson Grease ’n’ Gravy (Prestige)
- 1963: Willis Jackson More Gravy (Prestige)
- 1964: Willis Jackson Boss Shoutin’ (Prestige)
- 1964: Willis Jackson Tell It… (Prestige)
- 1965: Willis Jackson Jackson’s Action (Prestige)
- 1965: Willis Jackson Live Action (Prestige)
- 1974: Willis Jackson Headed and Gutted (Muse)
- 1978: Willis Jackson Bar Wars (Muse)
- 1978: Willis Jackson Single Action (Muse)
- 1980: Willis Jackson Nothing Butt (Muse)
- 1964: Don Patterson Holiday Soul (Prestige)
- 1967: Don Patterson Four Dimensions (Prestige)
- 1967: Don Patterson Boppin’ and Burnin’ (Prestige)
- 1968: Don Patterson Opus de Don (Prestige)
- 1969: Don Patterson Funk You! (Prestige, auch unter dem Titel Dem New York Dues wiederherausgegeben)
- 1969: Don Patterson Oh Happy Day (Prestige, auch unter dem Titel Dem New York Dues wiederherausgegeben)
- 1969: Don Patterson These Are Soulful Days (Muse)
- 1966: Jack McDuff Walk on By (Prestige)
- 1967: Jack McDuff Hallelujah Time! (Prestige)
- 1967: Jack McDuff The Midnight Sun (Prestige)
- 1967: Jack McDuff Soul Circle (Prestige)
- 2001: Jack McDuff Brotherly Love (Concord)
- 1965: Eric Kloss Introducing Eric Kloss (Prestige)
- 1967: Eric Kloss Life Force (Prestige)
- 1968: Eric Kloss Sky Shadows (Prestige)
- 1969: Eric Kloss To Hear Is to See! (Prestige)
- 1970: Eric Kloss Consciousness! (Prestige)
- 1972: Eric Kloss One. Two, Free (Muse)
- 1967: John Handy New View (Columbia)
- 1967: Trudy Pitts Introducing the Fabulous Trudy Pitts (Prestige)
- 1967: Trudy Pitts These Blues of Mine (Prestige)
- 1967: Richard Holmes Get Up and Get It! (Prestige)
- 1968: Charles McPherson From This Moment On (Prestige)
- 1969: Charles McPherson Horizons (Prestige)
- 1969: Sonny Stitt Night Letters (Prestige)
- 1972: Barry Miles White Heat (Mainstream)
- 1972: Woody Herman The Raven Speaks (Fantasy)[5]
- 1973: Stanley Clarke Children of Forever (Polydor)
- 1974: Jimmy Heath The Time and Place (Landmark)
- 1998: Joe Pesci Vincent LaGuardia Gambini Sings Just For You (Columbia)
- 2000: Eric Alexander First Milestone (Milestone)
- 2001: The Philadelphia Experiment The Philadelphia Experiment (Ropeadope, mit Uri Caine, Christian McBride, Ahmir Thompson, John Swana, Larry Gold)[6]
- 2001: Charles Earland Tribute Band Keeper of the Flame (High Note)
- 2002: Joey DeFrancesco Ballads ans Blues (Concord Jazz)
- 2003: Joey DeFrancesco Falling in Love Again (Concord Jazz)
- 2008: Joey DeFrancesco Estate (Zucco)
- 2003: Elio Villafranca Incantations – Encantationes (Universal Music Latino)
- 2004: Royce Campbell Six by Six: A Jazz Guitar Celebration (Moon Cycle)
- 2006: V.A. Viva Carlos: A Supernatural Marathon Celebration (Tone Center)
- 2008: Andreas Oberg My Favorit Guitars (Resonance)
- 2009: Jermaine Landsberger My Favorit Guitars (Resonance)
- 2010: Lee Ritenour 6 String Theory (Concord Jazz)